# Charles Henry Bellenden Ker
Pour les articles homonymes, voir Bellenden.
Charles Henry Bellenden Ker (vers 1785-1871) est un avocat et réformateur juridique anglais.

## Jeunesse
Fils de John Bellenden Ker Gawler, il est né vers 1785. Il est admis au barreau à Lincoln's Inn le 28 juin 1814  et obtient une grande pratique. Actif dans la promotion de la réforme parlementaire de 1830 à 1832, il est membre de la commission de délimitation et se présente à Norwich sans succès comme Whig.

## Réformateur
Il est membre de la Commission des archives publiques et, en 1833, il est nommé l'un des commissaires royaux pour faire rapport sur l'opportunité de revoir le droit pénal et de consolider les autres branches du droit statutaire. Certains projets de loi portant modification du droit pénal se fondaient sur les rapports de la commission .
En 1845, avec Hayes et Christie, Ker rédige pour John Copley un court projet de loi; il est passé dans une loi (8 & 9 Vict c 106) modifiant la loi des biens immobiliers. En 1853, Robert Rolfe (1er baron Cranworth) nomme Ker à la tête d'un conseil nommé pour envisager la consolidation de la loi, et lorsque ce conseil est remplacé en 1854 par une commission royale, Ker devient le principal membre actif. L'action de la commission conduit à la révision de l'édition des lois, aux lois successives de révision des lois, à la publication des tableaux chronologiques de la loi et aux lois pénales de 1861.
Ker suggère et prépare également le Leases and Sales of Settled Estates Act 1856 et le Lord Cranworth's Act 1860, qui sont finalement remplacés par les Conveyancing and Settled Land Acts, calqués dans une large mesure sur le travail de Ker .

## Suite de la carrière
En 1852, le poste de maître de chancellerie est aboli et celui de conseil à la cour de chancellerie est institué. Ker est nommé peu à ce poste après  cette année-là jusqu'en 1860. Il est enregistreur d'Andover de 1842 à juillet 1855 .
Ker est un défenseur de l'éducation populaire et de la diffusion de la littérature et de l'art. Charles Knight, dans Passages of a Working Life, ii. 120, 121, dit qu'il est "le plus fécond dans les projets de tout membre du comité" de la Société pour la diffusion des connaissances utiles, et suggère de nombreux programmes d'édition en dehors de la société .
Deux des œuvres de Charles Lock Eastlake sont peintes pour Ker. Il a lui-même contribué aux gravures sur bois ainsi qu'à la vie de Christopher Wren et Michel-Ange au Penny Magazine. Il est un membre initial de la Société Arundel, est intéressé par la fondation d'écoles de design et a contribué à promouvoir la création du Département des sciences et des arts .
Ker est l'un des premiers producteurs privés d'orchidées, et écrit une série d'articles sous le pseudonyme "Dodman" dans la Gardeners 'Chronicle. Au début de sa vie, il est membre de la Royal Society, mais démissionne quand, en 1830, le duc de Sussex est élu président .
En 1860, Ker se retire de la pratique et vit le reste de sa vie à Cannes, où il meurt le 2 novembre 1871 . Ker épouse Elizabeth Anne, fille d'Edward Clarke, un avocat. Ils n'ont pas d'enfants.

## Travaux
- La question du registre ou de l'absence de registre, en référence aux intérêts des propriétaires fonciers (1830)
- Allons-nous enregistrer nos actes? (1853) [3]